# Chaetodus jamesonae
Chaetodus jamesonae är en skalbaggsart som beskrevs av Federico Ocampo 2006. Chaetodus jamesonae ingår i släktet Chaetodus och familjen Hybosoridae. Inga underarter finns listade i Catalogue of Life.